# Nicolae Alexandrescu

Nicolae Alexandrescu.

Nicolae Alexandrescu a fost un militar român.
În perioada 1899-1901, Nicolae Alexandrescu a îndeplinit funcția de comandant al Jandarmeriei Române.